# Вунтон, Роберт
Роберт Вунтон (англ. Robert Woonton; род. 1949) — политик Островов Кука, премьер-министр территории в 2002—2004 годах. Член центристской Демократической партии (в 1997—2003 годах называлась Партией демократического альянса).

## Политическая деятельность
Врач по образованию, Роберт Вунтон стал членом парламента от острова Манихики. Стал премьер-министром, когда его предшественник, Терераи Маоате, также член Партии демократического альянса, ушёл в отставку.
В сентябре 2004 года Роберт Вунтон и его правительство удержались у власти, когда ДПА получила 14 из 24 мест в парламента. Вунтон, однако, почти потерпел поражение в своём округе, и в декабре 2004 года на посту премьер-министра его сменил Джим Марураи.
Позже Вунтон занимал должность Верхновного комиссара в Новой Зеландии, но 3 марта 2007 года снят с должности по обвинению в антиправительственной деятельности.